# Pittsfield Building
El Pittsfield Building es un rascacielos de 168 metros de altura situado en Chicago, Illinois, Estados Unidos.El edificio fue diseñado con un estilo neogótico por la firma de Graham, Anderson, Probst & White. El vestíbulo conduce a un atrio de cinco pisos, con varias tiendas en su interior.
El edificio fue construido por Marshall Field, un importante empresario del sector comercial. El nombre del inmueble se debe a la ciudad de Pittsfield en Massachusetts, donde Marshall Field obtuvo su primer trabajo. El edificio fue una vez propiedad del Field Museum of Natural History.